# Гомер, Ян Гомерович
Ян Гомерович Гомер (груз. იან ჰომერის ძე ჰომერი; 31 марта 1898, Париж — 12 ноября 1981, Тбилиси) — основоположник грузинского тенниса. Заслуженный тренер Грузии, заслуженный деятель физкультуры и спорта Грузии (1968).
Отец — юрист, мать Елизавета Боно-Гримальди — лингвист в области западноевропейских языков. Семья Яни Гомера переехала в Грузию в начале XX века в город Чиатура, где отец Яни начал работать в английской фирме по обогащению марганцевой руды «Forward and Salinas». В Чиатуре Ян Гомер начал играть в теннис и уже в 13 лет стал чемпионом города.

В 1916 году семья переезжает в Тбилиси и поселяется на Михайловском проспекте в доме 117 (в настоящее время проспект Давида Агмашенебели), где во дворе были расположены три теннисных корта. В 1918—1927 годах Ян Гомер становится бессменным чемпионом Грузии, а в 1928 году, будучи играющим тренером, выводит сборную команду Грузии на второе место на I Спартакиаде народов СССР.
Ян Гомер воспитал многих замечательных теннисистов, но особо следует отметить многократных чемпионов СССР Эдуарда Негребецкого и Арчила Мдивани. В 1937 году в Тбилиси приезжает знаменитый французский теннисист Анри Коше, который, прощаясь с Яни Гомером, подарил ему фото с автографом: «Выдержанному и симпатичному профессору тенниса с наилучшими пожеланиями — Анри Коше».
В 1937 году семья Гомера была репрессирована — братьев Марселя и Жоржа расстреляли, а Ян получил 10 лет лагерей и 5 лет ссылки. Только в 1955 году Ян Гомер вернулся в Тбилиси, в 1956 году был реабилитирован.
В 1998 году в связи со столетием Яна Гомера на доме, где проживал маэстро, была открыта мемориальная доска, а в 2006 году был построен теннисный стадион JAN HOMER STADIUM.